# 宮城県農業大学校
宮城県農業大学校（みやぎけんのうぎょうだいがっこう）とは、宮城県名取市に本部を置く2年制の専修学校。

## 概要
農業改良助長法に基づく農業者研修教育施設として、1977年（昭和52年）に宮城県農業実践大学校が開校。2008年（平成20年）7月14日に専修学校化され、2009年（平成21年）4月1日に現校名に改称した。
名取本部キャンパス（宮城県農業・園芸総合研究所併置）に園芸学部とアグリビジネス学部、大崎市の古川キャンパス（宮城県古川農業試験場併置）に水田経営学部、同じく大崎市の岩出山キャンパス（宮城県畜産試験場併置）に畜産学部がある。